# A Pagan Storm
A Pagan Storm è il terzo album in studio del gruppo musicale tedesco Wolfchant, pubblicato nel 2007 dalla CCP Records.

## Descrizione
Composto da undici brani, l'album è stato mixato e masterizzato da Claus Prellinger da gennaio a febbraio del 2007.

## Tracce
1. Growing Storms (Intro) – 1:55
2. A Pagan Storm – 4:55
3. The Path – 3:59
4. Midnight Gathering – 3:31
5. A Wolfchant from the Mountain Side – 5:06
6. Guardians of the Forest – 3:28
7. Winter Hymn – 6:50
8. Stärkend Trunk Aus Feindes Schädel – 5:44
9. Voran – 5:27
10. Feuerbringer (Loki's Zankrede) – 4:31
11. The Axe, the Sword, the Wind and a Wolf – 5:12

### Formazione
- Lohki – voce
- Skaahl – chitarra solista
- Derrmorh – chitarra ritmica
- Nattulv – basso
- Norgahd – batteria, tastiera, cori